# توماسو (فیلم)
توماسو (انگلیسی: Tommaso) یک فیلم در ژانر درام به کارگردانی ایبل فرارا است که در سال ۲۰۱۹ منتشر شد.